# Třída Bellerophon
Třída Bellerophon byla třída dreadnoughtů Royal Navy. Skládala se ze tří jednotek, které byly ve službě v letech 1909–1919. Účastnily se bojů první světové války. Všechny tři bojovaly v bitvě u Jutska, kde nebyly nijak poškozeny. V letech 1921–1923 byly prodány do šrotu.

## Stavba
Tato třída přímo navazovala na průkopnickou konstrukci lodi bitevní lodě HMS Dreadnought. Mezi hlavní odlišnosti patřilo použití 102mm děl namísto děl ráže 76 mm, která nesl Dreadnought. Výrazně byla zlepšena ochrana proti torpédům, neboť plavidla měla jako první britské bitevní lodě protitorpédovou obšívku. Vizuálně se lišily rovněž instalací druhého trojnožkového stožáru před druhý komín (později odstraněn).
Jednotky třídy Bellerophon:
| Jméno           | Loděnice                     | Založení kýlu | Spuštěna          | Vstup do služby | Poznámka                                                                         |
| --------------- | ---------------------------- | ------------- | ----------------- | --------------- | -------------------------------------------------------------------------------- |
| HMS Bellerophon | Portsmouth dockyard          | 3. srpen 1906 | 27. července 1907 | únor 1909       | Od roku 1919 využívána k výcviku v Sheernessu. Vyřazena 1920. Sešrotována 1921.  |
| HMS Superb      | Armstrong Whitworth, Elswick | 6. února 1907 | 7. listopadu 1907 | květen 1909     | Od roku 1919 v rezervě. Využívána k výcviku a jako cvičný cíl. Sešrotována 1923. |
| HMS Temeraire   | Devonport dockyard           | 1. ledna 1907 | 24. srpna 1907    | květen 1909     | V letech 1919–1921 využívána k výcviku. Sešrotována 1921.                        |

## Konstrukce

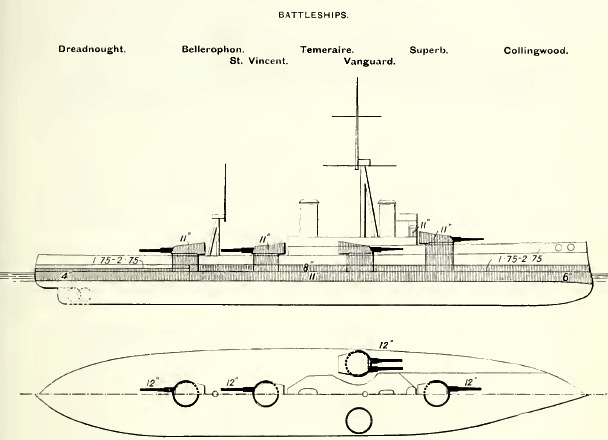
Základní uspořádání třídy

Hlavní výzbroj tvořilo deset 305mm kanónů v pěti dvojdělových věžích. Doplňovalo je šestnáct 102mm kanónů, čtyři 47mm kanóny a tři 457mm torpédomety. Pohonný systém tvořilo osmnáct kotlů Babcock & Wilcox a dvě parní turbíny Parsons o výkonu 23 000 ihp, pohánějící dva lodní šrouby. Nejvyšší rychlost dosahovala 20,75 uzlu. Dosah byl 5720 námořních mil při rychlosti 10 uzlů.

### Modifikace

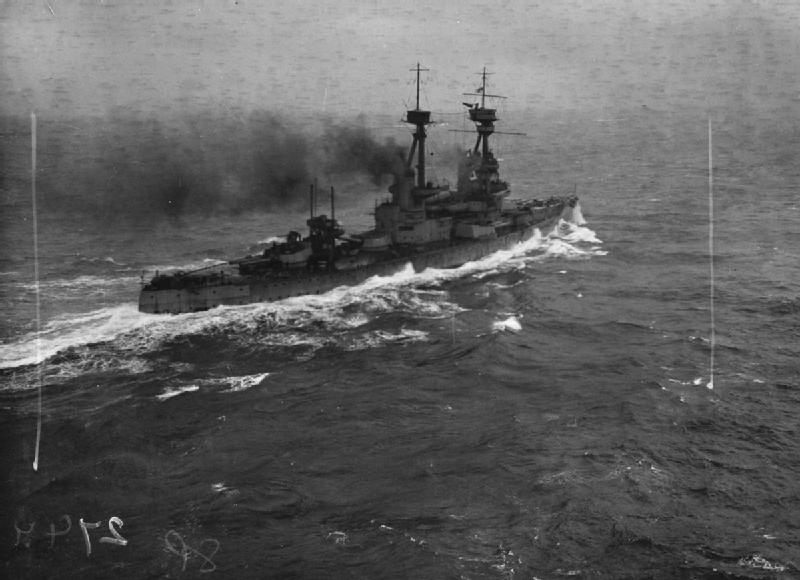
HMS Superb

Roku 1915 byly odstraněny protitorpédové sítě. Roku 1917 bylo instalováno několik protiletadlových kanónů a naopak byl odstraněn záďový torpédomet. Roku 1918 byly na dělové věže „A“ a „Y“ instalovány plošiny pro start průzkumných letounů Sopwith 1½ Strutter a stíhacích letounů Sopwith Pup.